# William Perkin
William Henry Perkin (Shdwell, Londres, 12 de março de 1838 — Sudbury, Londres, 14 de julho de 1907) foi um químico britânico. Conhecido pelo desenvolvimento dos primeiros corantes sintéticos (mauveína) e pioneiro da indústria química.

## Carreira
A descoberta fortuita do primeiro corante orgânico sintético comercial, mauveína, feito de anilina. Embora tenha falhado na tentativa de sintetizar o quinino para o tratamento da malária, ele obteve sucesso no campo dos corantes após sua primeira descoberta aos 18 anos.
Perkin montou uma fábrica para produzir o corante industrialmente. Lee Blaszczyk, professor de história empresarial na Universidade de Leeds, afirma: "Ao lançar as bases para a indústria de produtos químicos orgânicos sintéticos, Perkin ajudou a revolucionar o mundo da moda".

## Homenagens
- 1879 - Medalha Real[2]
- 1888 - Prémio Longstaff[3]
- 1889 - Medalha Davy[4]
- 1890 - Medalha Alberto da Royal Society of Arts
- 1906 - Medalha Perkin[5]
- 1906 - Medalha August Wilhelm von Hofmann[6]
- 1906 - Medalha Lavoisier (SCF)[7]